# Становско
Становско (словен. Stanovsko) је насељено место у општини Пољчане, Подравска регија, Словенија.

## Историја
До територијалне реорганизације у Словенији било је у саставу старе општине Словенска Бистрица.

## Становништво
У попису становништва из 2011. године, Становско је имало 226 становника.
| Број становника према пописима | Број становника према пописима | Број становника према пописима |
| ------------------------------ | ------------------------------ | ------------------------------ |
| 1991                           | 2002                           | 2011                           |
| 192                            | 228                            | 226                            |

Напомена: Године 2017. извршена је мала размена територија између насеља Лушечка вас, Пољчане, Сподња Брежница, Сподње Пољчане, Становско и Чадрамска вас.